# دورنمای کاسل راک
دورنمای کاسل راک (به انگلیسی: The View from Castle Rock) یک مجموعه داستان کوتاه از آلیس مونرو است که انتشارات مک‌کللند و استوارت آن را در سال ۲۰۰۶ منتشر کرد. این مجموعه داستان را زهرا نی‌چین به فارسی ترجمه کرده‌است.